# River Farm

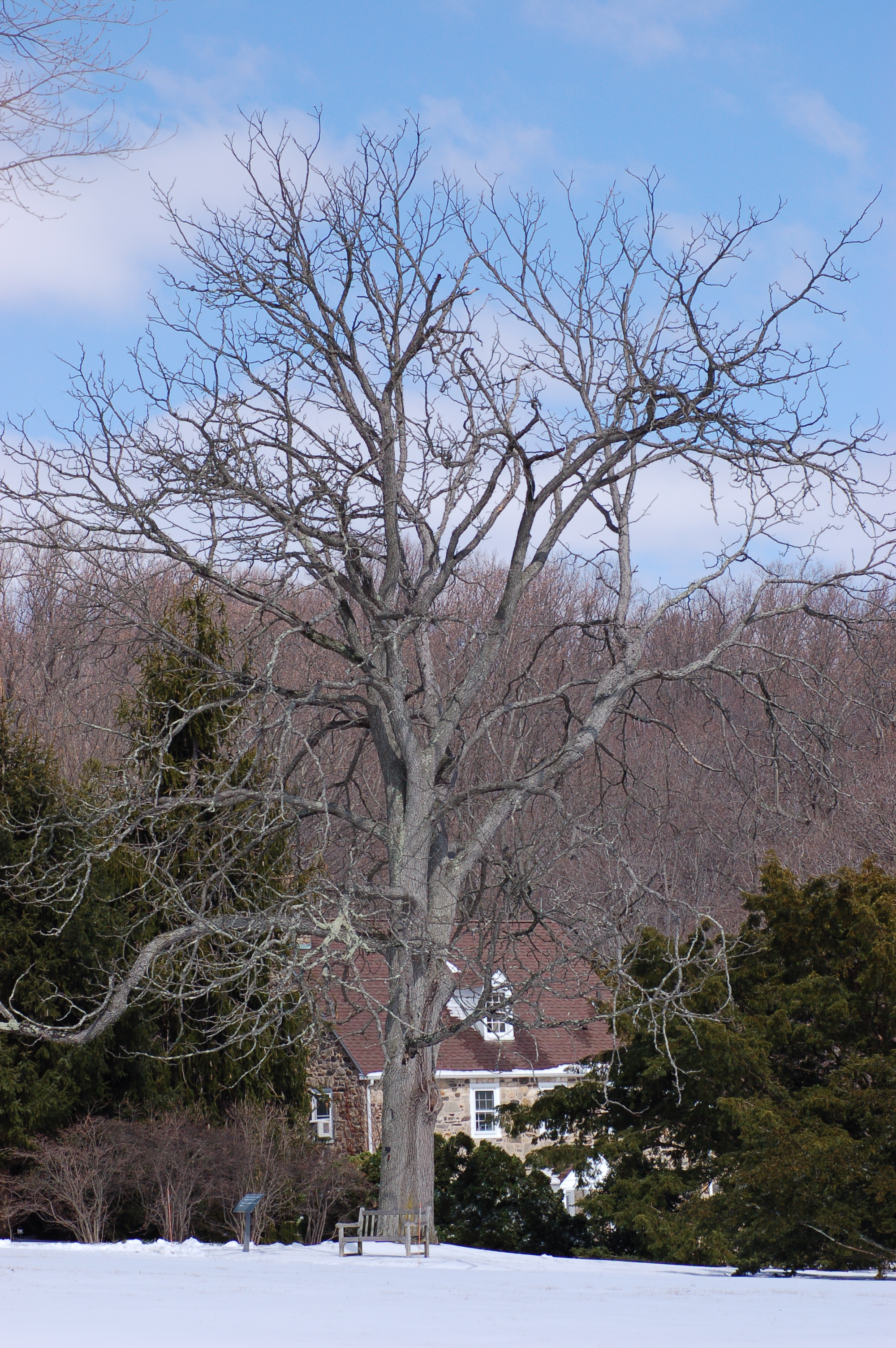
"Kentucky Coffee-tree" (Gymnocladus dioicus) en invierno.

River Farm (Granja del Río) es un jardín botánico de 25 acres de extensión en Alexandria, Virginia. Se encuentra incluido en el National Register of Historic Places. Y es la sede de la American Horticultural Society. 

## Localización
Es una finca histórica con jardines ubicada en el 7931 East Boulevard Drive, Alexandria, Virginia. 
Esta finca fue propiedad de George Washington desde 1760 hasta su muerte en 1799, actualmente es la sede de la American Horticultural Society (AHS). 
El jardín se encuentra abierto al público de lunes a viernes, excepto durante las fiestas nacionales, con entrada gratuita.

## Historia
La propiedad de "River Farm" fue establecida entre 1653 y 1654 cuando Giles Brent y su esposa, una princesa de la tribu india Piscataway, recibieron una concesión de 1800 acres, denominados como "Piscataway Neck". 
Después de conseguir el título de la herencia en 1739, William Clifton rebautiza la finca como "Clifton's Neck" (el cuello de Clifton), y en 1757 ya había construido la casa de ladrillo tal como aparece actualmente como sede del "AHS" American Horticultural Society. 
En 1760, George Washington obtuvo el título de la propiedad por £1.210 en una venta de propiedades en bancarrota. Cambió su nombre al de "River Farm" y lo arrendó a unos granjeros. La "River Farm" de la actualidad es más pequeña y comprende la parte noroeste de la original. 
La propiedad pasó posteriormente a través de un gran número de dueños, hasta el punto de que casi se cierra un contrato de venta a la Unión Soviética como un retiro perteneciente a este país. Finalmente, fue concedida en 1973 al "AHS".

## Colecciones
La "River Farm" ofrece actualmente, además de la casa de la finca (agrandada y remodelada),  áreas paisajísticas y jardines formales. Todavía preserva varias asociaciones históricas con George Washington. Sus Gymnocladus dioicus son descendientes de esos primeros introducidos en Virginia cuando George Washington volvió de su servicio en el Valle del Río Ohio. El árbol más viejo de la finca es un gran naranjo de los osages (Maclura pomifera), y está considerado como el segundo más longevo de todos los Estados Unidos. Era probablemente un regalo de Thomas Jefferson a la familia Washington, y cultivado en el semillero de las plantas recogidas por la expedición de Lewis y Clark de 1804 a 1806.
Los jardines de la granja incluyen: 
- "André Bluemel Meadow" (Prado de André Bluemel) (4 acres) - área paisajista natural con céspedes, y flores silvestres. Dos nogales de nuez negra (Juglans nigra) de gran porte, probablemente de cuando era propiedad de George Washington.

- "Children’s Garden" (Jardín Infantil) - con más de una docena de jardines más pequeños enfocados a los niños.

- "Estate House plantings" (Plantaciones de la Finca )- árboles y arbustos nativos, incluyendo "Allegheny serviceberry" (Amelanchier laevis), "fringe tree" (Chionanthus virginicus), "dwarf fothergilla" (Fothergilla gardenii), y "Carolina silverbell" (Halesia carolina), además de vallas vivas de boj inglés (Buxus sempervirens ‘Suffruticosa’) con especímenes de casi 100 años de edad.

- "Garden Calm" (Jardín de la Calma) - arbustos, árboles, y plantas perennes de sombra, junto con el gran naranjo de los osages.

- "George Harding Memorial Azalea Garden" (Jardín de Azaleas en Recuerdo de George Harding) - cientos de especies, variedades y cultivares de azaleas, además de árboles ornamentales de pequeño porte, incluyendo el abedul de río (Betula nigra ‘Heritage’), (Cornus sp.), secuoya del alba (Metasequoia glyptostroboides), y davidias (Davidia involucrata).

- "Growing Connection Demonstration Garden" (Jardín de Cultivos de Exhibición) - berzas y hierbas.

- "Orchard" (Huerto) - manzanos, perales, cerezos, ciruelos, y árboles de Kakis japoneses.

- "Perennial Border" (Arriates de Perennes) - plantas seleccionadas por su resistencia a enfermedades y plagas.

- "White House Gates" (Puertas de la Casa Blanca) - fueron las primeras que se instalaron en la Casa Blanca en 1819, en la reconstrucción después de la guerra anglo-estadounidense de 1812, y utilizadas durante 120 años en la entrada noreste de la Casa Blanca.

- "Wildlife Garden" (Jardín de Vida Silvestre) - un pequeño estanque con sapos, peces de colores, y tortugas, rodeado con arándanos azules y arbustos norteños de Myricas, céspedes, Juniperus, y acebos.